# Cymbalophora marginata
Cymbalophora marginata là một loài bướm đêm thuộc phân họ Arctiinae, họ Erebidae.